# Lipogenys gillii
Lipogenys gillii – gatunek morskiej ryby elopsopodobnej z rodziny łuskaczowatych, jedyny przedstawiciel rodzaju Lipogenys, czasami wyodrębniany do monotypowej rodziny Lipogenyidae. 

## Występowanie
Północno-zachodni Ocean Atlantycki, na głębokościach od 400–2000 m.

## Opis
Ciało średnio wydłużone, osiąga do 50 cm długości. Otwór gębowy mały, bez zębów, w położeniu dolnym. Krótka płetwa grzbietowa położona jest w połowie długości ciała, płetwa odbytowa długa, brak płetwy ogonowej. Dymorfizm płciowy nie jest widoczny.